# Vanuatu Daily Post
Vanuatu Daily Post es un periódico publicado en Port Vila, capital de Vanuatu. Fundado en 1993 bajo el nombre Vanuatu Trading Post e inicialmente publicado de manera semanal, en 1994 se convirtió en bisemanal y en 1997 comenzó a ser impreso tres veces a la semana. En 2003 cambió su nombre a Vanuatu Daily Post, convirtiéndose en la primera publicación editada diariamente en la historia del país.
Vanuatu Daily Post se edita en inglés y es el único periódico publicado en Vanuatu de lunes a sábado. Actualmente pertenece a Trading Post Limited.